# Terenc Toçi
Terenc Toçi też jako: Terenzio Tocci (ur. 9 marca 1880 w San Cosmo Albanese, zm. 14 kwietnia 1945 w Tiranie) – albański prawnik, dziennikarz, działacz narodowy i polityk, minister gospodarki w latach 1937–1938.

## Wczesne lata
Syn Paolo i Anny Marii. W latach 1894–1899 uczył się w kolegium św. Adriana w San Demetrio Corone w Kalabrii, specjalizując się w prawie. W młodości pracował jako dziennikarz i wiele podróżował. W latach 1908–1909 odbył podróż z Buenos Aires, przez Montevideo do Nowego Jorku i Filadelfii. W czasie podróży spotykał się z lokalnymi społecznościami Albańczyków, przekonując ich do poparcia idei niepodległości Albanii.

## Działalność niepodległościowa
W 1910 uzyskał poparcie Rady Albańczyków we Włoszech, aby wyjechać do Albanii i przygotowywać tam powstanie zbrojne. 26 kwietnia 1911 zebrał w Oroshu przywódców Mirdytów i proklamował niepodległość ziem albańskich. Na maszt została wciągnięta flaga rodu Kastriotów, a kilka dni później powstał pierwszy rząd tymczasowy, na czele którego stanął Toçi. Nadzieje na to, że z pomocą Albańczykom przybędą oddziały włoskie, dowodzone przez gen. Ricciotti Garibaldiego (spokrewnionego z Toçim) pozostały niezrealizowane i po kilku dniach krainę Mirdytów opanowały jednostki osmańskie. W 1911 Toçi powrócił do Włoch, gdzie zajął się wydawaniem czasopisma La Rivista dei Balcani. W marcu 1913 zorganizował kongres albańskich działaczy narodowych w Trieście, a wkrótce po nim dotarł do Szkodry, gdzie wydawał czasopismo Taraboshi, w języku albańskim i włoskim. Z uwagi na radykalizm polityczny wydawanie pisma zablokowała Międzynarodowa Komisja Kontroli, sprawująca nadzór nad Albanią, a Toçiego jako obywatela Włoch wydalono z kraju. Po przybyciu do Włoch został internowany w Cosenzy.

## Kariera polityczna
Powrócił do Albanii w 1920 i wkrótce uzyskał obywatelstwo albańskie. Pracował początkowo w zawodzie prokuratora, a w 1921 objął stanowisko prefekta Korczy. W tym czasie odegrał istotną rolę w promowaniu idei albańskiego kościoła autokefalicznego, zwalczając oponentów tego projektu. Od 1922 kierował biurem prasowym ministerstwa spraw wewnętrznych. W latach 1925–1927 kierował Sądem Apelacyjnym, zaś w 1937 stanął na czele resortu gospodarki narodowej. W latach 1923–1925 i 1937–1939 zasiadał w parlamencie. Po agresji Włoch na Albanię był zwolennikiem bliskiej współpracy Włochów i Albańczyków. W latach 1940–1942 pełnił funkcję przewodniczącego Najwyższej Faszystowskiej Rady Korporacyjnej (Këshilli i Epërm Korporativ Fashist). Zrezygnował z tej funkcji po nieudanej próbie zamachu na jego życie i wycofał się z życia politycznego. Przetłumaczył na język albański przemówienia Benito Mussoliniego.

## Proces i śmierć
W listopadzie 1944 został aresztowany i oskarżony o współpracę z okupantem. 14 kwietnia 1945 Sąd Specjalny w Tiranie w procesie pokazowym, któremu przewodniczył Koçi Xoxe skazał go na karę śmierci jako zbrodniarza wojennego. Dzień później siedemnaście osób skazanych na procesie zostało wywiezionych na przedmieścia Tirany (Kodra e Priftit) i tam rozstrzelanych. Miejsce pochówku Tociego pozostaje nieznane.

## Życie prywatne
Był żonaty (żona Klementina z d. Romano), miał córkę Ritę. W czasie pobytu w Albanii zgromadził imponujących rozmiarów prywatne zbiory biblioteczne, które po jego śmierci uległy rozproszeniu lub zniszczeniu.

## Pamięć
Imię Toçiego nosi jedna z ulic we wschodniej części Tirany, a także skwer w Rzymie. W 2017 w miejscowości Fan, w okręgu Mirdita odsłonięto popiersie Toçiego. Spuścizna po Terencu Toçim znajduje się w zbiorach Archiwum Państwowego w Tiranie.